# Автотрофний компонент
Автотрофний компонент, структурно-функціональна одиниця  екосистеми, представлена хлорофіло- і хемосинтезуючими бактеріями.